# Eucera zonata
Eucera zonata là một loài Hymenoptera trong họ Apidae. Loài này được Timberlake mô tả khoa học năm 1969.